# All We Know Is Falling
All We Know is Falling je prvi album rock sastava Paramore.

## Popis pjesama
Sve su pjesme skladali i napisali Hayley Williams i Josha Farroa.
1. "All We Know" – 3:13
2. "Pressure" – 3:05
3. "Emergency" – 4:00
4. "Brighter" – 3:43
5. "Here We Go Again" – 3:46
6. "Let This Go" – 3:40
7. "Whoa" – 3:21
8. "Conspiracy" – 3:42
9. "Franklin" – 3:18
10. "My Heart" – 3:59

 Japanska bonus pjesma 
1. "Oh, Star"  – 3:50

## Povijest izdanja
| Regija                 | Datum             |
| ---------------------- | ----------------- |
| SAD                    | 26. srpnja 2005.  |
| Ujedinjeno Kraljevstvo | 24. travnja 2006. |

## Top ljestvica
| Top lista (2005.)              | Pozicija |
| ------------------------------ | -------- |
| Billboard Comprehensive Albums | 144      |
| Billboard Top Pop Catalog      | 13       |
| Billboard Top Heatseekers      | 30       |

## Produkcija
- Hayley Williams – vokal
- Josh Farro – gitara, prateći vokal
- Zac Farro – bubnjevi, udaraljke
- Jeremy Davis – bas-gitara
- Jason Bynum – ritam gitara (napustio sastav 2005.)
- John Hembree – bas-gitara